# William John Donaldson
William John Donaldson, meglio noto come John Donaldson (Los Angeles, 24 settembre 1958), è uno scacchista statunitense.
Ottenne il titolo di Maestro Internazionale nel 1983 e due norme di Grande Maestro (nel 2002 e 2003).
È stato capitano della squadra statunitense in sei olimpiadi dal 1986 al 1996. Alle olimpiadi di Salonicco 1988 si sposò con Elena Akhmilovskaya, che faceva parte della squadra femminile sovietica, e si trasferì subito con lei negli Stati Uniti. La coppia divorziò circa un anno dopo.
Nel 1990 Donaldson venne eletto membro del consiglio direttivo della United States Chess Federation. Divenne anche editore della rivista Inside Chess, diretta da Yasser Seirawan. Dopo la chiusura della rivista si trasferì a San Francisco e diventò direttore del Mechanics' Institute Chess Club, il circolo di scacchi più antico degli Stati Uniti.
Nel 2006 è stato nominato presidente della zona FIDE degli Stati Uniti.
Ha scritto diversi libri di scacchi, tra cui uno sul grande campione polacco Akiba Rubinstein: The Life & Games of Akiba Rubinstein (con Nikolay Minev) e due su Bobby Fischer: The Unknown Bobby Fischer e Legend on the Road.